# مارک بلوم
مارک بلوم (انگلیسی: Mark Blum; ۱۴ مهٔ ۱۹۵۰ – ۲۵ مارس ۲۰۲۰) هنرپیشه اهل ایالات متحده آمریکا بود که بر اثر عوارض ناشی از ابتلا به کووید ۱۹ درگذشت. وی بین سال‌های ۱۹۷۶ تا ۲۰۲۰ میلادی فعالیت می‌کرد.
از فیلم‌ها یا برنامه‌های تلویزیونی که وی در آن نقش داشته‌است می‌توان به داندی کروکودیل، قرار ملاقات دو ناشناس، ناامیدانه در جستجوی سوزان، قرارگاه نظامی، خواهر داماد، دنیس تماس می‌گیرد و مجموعه تو اشاره کرد.(قسمتِ نخستِ فصل سوم مجموعهٔ تو به او تقدیم شد.)